# Hochgrab des Philipp von der Mark und der Katharina von Manderscheid-Schleiden

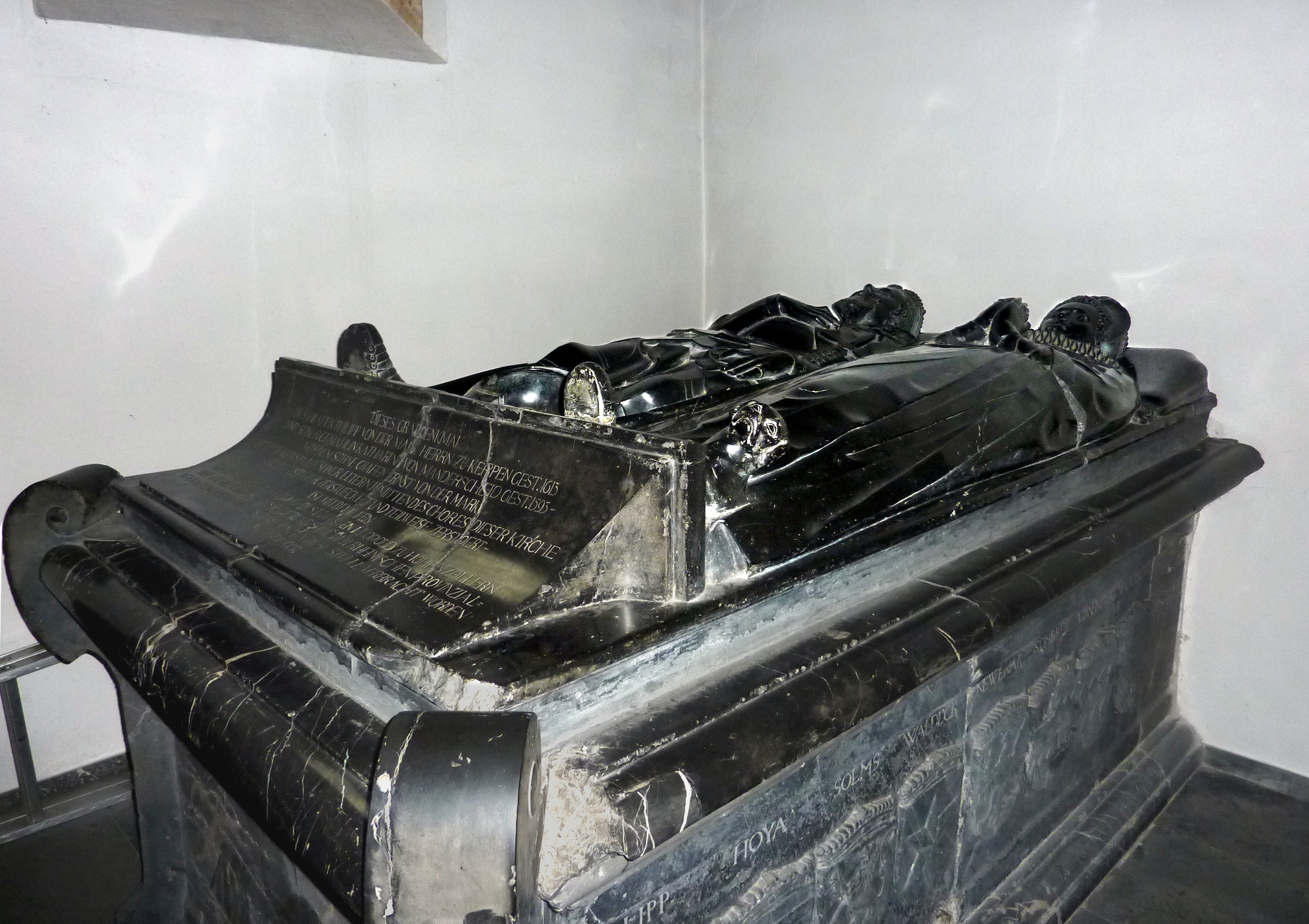
Hochgrab des Grafen Philipp von der Mark und seiner Gattin Katharina von Manderscheid-Schleiden

Das Hochgrab des Grafen Philipp von der Mark und seiner Gattin Katharina von Manderscheid-Schleiden in der ehemaligen Klosterkirche und heutigen katholischen Pfarrkirche St. Leodegar in Niederehe, einem Ortsteil der Gemeinde Üxheim im Landkreis Vulkaneifel in Rheinland-Pfalz, wurde um 1625 geschaffen.
Dieses Grab des im Jahr 1613 verstorbenen Grafen Philipp von der Mark und seiner 1593 verstorbenen Gattin ist aus schwarzem belgischem Marmor. Früher stand es vor dem Hochaltar.
Laut der Inschrift auf der für beide Figuren gemeinsamen Fußkonsole wurde es 1907 nach Ergänzung der noch vorhandenen Teile neu aufgestellt: "DIESES GRABDENKMAL / DES GRAFEN PHILIPP VON DER MARK HERRN ZU KERPEN GEST. 1613 / UND SEINER GEMAHLIN KATHARINA VON MANDERSCHEID GEST. 1593 - / VON DEM SOHNE GRAFEN ERNST VON DER MARK / UEBER DER RUHESTAETTE SEINER ELTERN INMITTEN DES CHORES DIESER KIRCHE / ERRICHTET, SPAETER ZERSTUECKELT UND TEILWEISE ZERSTOERT - / IST MIT BEIHILFEN / SEINER KOENIGLICHEN HOHEIT DES FUERSTEN LEOPOLD ZU HOHENZOLLERN / DER KOENIGLICHEN STAATSREGIERUNG SOWIE DER RHEINISCHEN PROVINZIAL=/VERWALTUNG WIEDERHERGESTEL(L)T UND AN DIESE STELLE VERBRACHT WORDEN / IM JAHRE 1907."
Entsprechend dem Material haben die Figuren etwas Hartes, was bei dem großflächigen, fast unbewegten Mantel der Frau hervortritt. Auf der rechten Langseite der Tumba sind acht Ahnenwappen der Katharina von Manderscheid-Schleiden erhalten, das sind von links nach rechts: zur Lippe, von Hoya, von Solms-Lich, von Waldeck-Eisenberg, von Neuenahr, von Sombreffe, von Virneburg und von Manderscheid-Schleiden. Die Platte mit den Ahnen des Grafen Philipp ist nicht mehr vorhanden. Die Arbeit gehört zu den ähnlichen Arbeiten unter belgisch-niederländischem Einfluss wie z. B. in Mayschoß das Grabmal der Katharina von der Mark.
Ernst Wackenroder schreibt im Jahr 1928: 

„Die sehr gut erhaltene Figurenplatte selber [...], früher an der Wand aufgestellt, liegt in einem besonderen Profilrahmen und ist 2,25 m breit und 2,42 m lang, die lebensgroßen Körper sind dreiviertel vollfigürlich, die schönen Köpfe durch Kissen nur wenig gehoben. Der Graf in eleganter Pose, über der Rüstung ein mit Hermelin besetzter Mantel; ein untergeschobenes Bein läßt Platz für den Helm zu seinen Füßen. Die Rechte betend vor der Brust, die Linke auf das Schwert gelegt.“